# Anžej Dežan
Anžej Dežan (Šentjur, 17 giugno 1987) è un cantante e giornalista sloveno.
Ha partecipato all'Eurovision Song Contest 2006 come rappresentante della Slovenia, presentando il brano Mr. Nobody.

## Biografia
Anžej ha iniziato la sua carriera musicale vincendo lo show televisivo "Karaoke" a soli dieci anni. Il suo primo grande successo, però, giunge nel 2005 durante il talent show "SPET Doma" trasmesso da RTV Slovenija, dove viene però battuto da Omar Naber, il quale rappresentò la Slovenia l'anno successivo all'Eurovision Song Contest 2005.
Il suo potenziale venne riconosciuto dai compositori e parolieri Urša e Matjaž Vlasic e Boštjan Grabnar, che divennero il team creativo di Anžej. Insieme a loro, Anžej ha pubblicato il suo primo singolo "C'est la vie" che è stato uno dei singoli più trasmessi dalle radio slovene.
Nel febbraio 2005, Anžej cantò come corista di Nuša Derenda all'Evrovizijska Melodija, la preselezione slovena all'Eurovision Song Contest, mentre nel maggio dello stesso anno partecipò al festival "Melodije morja in sonca" con il suo secondo singolo "Vroče", che vinse il primo premio.
Nel 2006 Anžej gareggiò nuovamente all'EMA con la canzone "Plan B" (Piano B), vincendo il primo premio e guadagnandosi di rappresentare la Slovenia nell'Eurovision Song Contest 2006. La canzone venne però interpretata in lingua inglese , con il titolo "Mr Nobody" (Signor Nessuno), classificandosi al 16º posto della semifinale, però, così e non riuscì a qualificarsi per la finale. La canzone Plan B è stata registrata anche in lingua serba con il titolo "Srce od Kristala".
Nel 2007 partecipa al festival della canzone slovena, con la canzone "Zarja (Alba).
Nel 2008 si classifica al 4º posto e vince il premio della giuria per la miglior canzone e per la iglior interpretazione al festival della canzone slovena con il brano "Šopek maka" (Mazzo di papaveri).
Dopo la carriera di cantante, si dedica al mondo dell'informazione come presentatore e giornalista televisivo e radiofonico di cronache sociali nelle trasmissioni "Jasno in glasno", "NLP" e "Vroče".

## Discografia

### Album in studio
- 2004 – C'est La Vie (That's Life)

### Singoli
- 2004 – C'est la vie
- 2005 – Vroče
- 2006 – Plan B
- 2006 – Mr Nobody
- 2006 – Srce od Kristala
- 2006 – Kot Romeo in Julija
- 2007 – Zarja
- 2008 – Šopek maka
- 2009 – Le objemi me